# Trinarea carinata
Trinarea carinata är en insektsart som beskrevs av William D. Funkhouser. Trinarea carinata ingår i släktet Trinarea och familjen hornstritar. Inga underarter finns listade i Catalogue of Life.